# تنظیم خانواده در ایران
در سال ۱۳۳۷ اولین برنامه‌های تنظیم خانواده در ایران به اجرا گذاشته شد. این برنامه‌ها از سال ۱۳۴۸ به صورت متمرکز آغاز گشت. سیاست «فرزند کمتر، زندگی بهتر» (از سال ۱۳۴۵ تا ۱۳۵۵) و سیاست «تنظیم خانواده» از سال ۱۳۶۸ از جمله سیاست‌های تنظیم خانواده درایران هستند. از دست‌آوردهای سیاست‌های تنظیم خانواده، افزایش نرخ رواج پیشگیری از بارداری از ۳۷ درصد در سال ۱۹۷۶ به ۷۵ درصد در سال ۲۰۰۰ می‌باشد. علیرضا مرندی وزیر بهداشت، درمان و آموزش پزشکی ایران به این خاطر که تقریباً با دست تنها سیاست جمعیتی ایران را عوض کرد در سال ۱۹۹۹ جایزه جمعیت صندوق جمعیت سازمان ملل متحد را مشترکاً با کمیته تنظیم خانواده و جمعیت ویتنام برنده شد. در جریان یک کارزار تنظیم خانواده به رهبری مرندی با بودجه حکومت، اندازه میانگین خانواده از نزدیک به هفت فرزند در دهه ۱۹۸۰ به کمتر از دو فرزند در سال ۲۰۰۳ کاهش یافت. طی یک چرخش ۱۸۰ درجه‌ای، سیاست تنظیم خانواده در اوایل دهه ۹۰ به دلیل نگرانی از سالخوردگی جمعیت کنار گذاشته شد و مقابله با آن از اولویت‌های نظام به‌شمار می‌رود.

## دیدگاه مقامات
در سال ۱۳۸۹ محمود احمدی‌نژاد از سیاست‌های کنترل جمعیت انتقاد و نسبت به عواقب آن هشدار داد. او همچنین شعار «دو بچه کافیست» را زیر سؤال برد و آن را یک شعار غربی دانست. احمدی‌نژاد همچنین اعلام کرد که ایران می‌تواند جمعیتی معادل ۱۵۰ میلیون نفر داشته باشد. در اکتبر ۲۰۱۳، سید علی خامنه‌ای رهبر ایران، در پیامی، خواهان افزایش جمعیت ایران دست کم تا ۱۵۰ میلیون نفر شد.

## حذف جراحی پیشگیری از بارداری در ایران از خدمات عمومی
در تاریخ ۲۲ مرداد ۱۳۹۲ (۱۳ اوت ۲۰۱۳) وزارت بهداشت ایران جراحی‌های پیشگیری از بارداری را از چرخه ارائه خدمات عمومی در ایران حذف کرد. این تصمیم در راستای سیاست‌های نظام برای تشویق خانواده‌ها به داشتن فرزند بیشتر صورت گرفت. عقیم‌سازی مردان (وازکتومی) و عقیم‌سازی زنان (توبکتومی) دو عمل جراحی در راستای نابارورسازی به‌شمار می‌رود که از دایره خدمات عمومی به مراجعان حذف شد. وزارت بهداشت اتخاذ چنین تصمیمی را در راستای برنامه‌های تشویقی دولت برای افزایش فرزند بیشتر در خانواده‌ها دانست. این وزارت در این راستا اعلام کرد: «از آنجا که روش‌های جراحی پیشگیری از بارداری به میزان زیادی برگشت ناپذیرند و البته هزینه زیادی هم به دنبال دارند، از سیکل عمومی ارائه خدمات حذف شده و تنها در صورت تشخیص و تأیید کمیته‌های تخصصی مربوطه در دانشگاه‌ها، قابل بررسی است.»